# Финска на Летњим олимпијским играма 2012.
Финској је ово било 23. учешће на Летњим олимпијским играма. На Олимпијским играма 2012. у Лондону Финска је учествовала са 56 спортиста (29 мушкараца и 27 жена) који су се такмичиле у 61 дисциплини у 14 спортова. У четири спорта:гимнастици, дизању тегова, теквондоу и тенису, Финска је имала само по једног такмичара.
Најстарији учесник био је стрелац Каи Јансон са 47 година и 193 дана, а најмлађа пливачица Лена Лауканен са 17 година и 150 дана.
Заставу Финске на церемонији отварања носила је пливачица Хана Марија Сепеле.
На Играма Финска је освојила једну сребрну и две бронзане медаље, па је у укупном пласману поделила 60. место са Јерменијом и Белгијом, од укупно 85 НОК чији су представници освајали медаље.

## Учесници по спортовима
| Спорт         | Мушкарци | Жене | Укупно |
| ------------- | -------- | ---- | ------ |
| Атлетика      | 12       | 5    | 17     |
| Бадминтон     | 1        | 1    | 2      |
| Бициклизам    | 1        | 1    | 2      |
| Гимнастика    | 0        | 1    | 1      |
| Дизање тегова | 1        | 0    | 1      |
| Једрење       | 6        | 5    | 11     |
| Кајак и кану  | 0        | 2    | 2      |
| Коњички спорт | 0        | 2    | 2      |
| Пливање       | 3        | 4    | 7      |
| Рвање         | 2        | 0    | 2      |
| Стрељаштво    | 1        | 4    | 5      |
| Теквондо      | 0        | 1    | 1      |
| Тенис         | 1        | 0    | 1      |
| Џудо          | 1        | 2    | 3      |
| Укупно(14)    | 29       | 27   | 56     |

| Спорт   | Дисциплина  | Муш. /Жене | Резултат | Спортиста   |
| ------- | ----------- | ---------- | -------- | ----------- |
| Пливање | 200 м прсно | М          | 2:11,81  | Мати Матсон |

|          | Медаље опо спортовима |   |   |        |
| Спорт    |                       |   |   | Укупно |
| Једрење  | 0                     | 1 | 1 | 2      |
| Атлетика | 0                     | 0 | 1 | 1      |
| Укупно   | 0                     | 1 | 2 | 3      |

## Освајачи медаља

### Сребро
- Тули Петеје — Једрење, једрење на дасци

### Бронза
- Анти Русканен — Атлетика, бацање копља
- Силја Лехтинен, Силја Канерва, Микаела Вулф — Једрење, класа Елиот

## Резултати по спортовима

### Атлетика

#### Мушкарци
| Атлетичар       | Дисциплина       | Лични рекорд                                | Група                                       | Група                                       | Полуфинале                                  | Полуфинале                                  | Финале                                      | Финале             | Детаљи |
| Атлетичар       | Дисциплина       | Лични рекорд                                | Резултат                                    | Место                                       | Резултат                                    | Место                                       | Резултат                                    | Место              | Детаљи |
| --------------- | ---------------- | ------------------------------------------- | ------------------------------------------- | ------------------------------------------- | ------------------------------------------- | ------------------------------------------- | ------------------------------------------- | ------------------ | ------ |
| Јонатан Остранд | 200 м            | 20,50                                       | 20,73 ЛРС                                   | 5 у гр. 6                                   | Није се пласирао                            | Није се пласирао                            | Није се пласирао                            | 32./ 53 (55)       |        |
| Никлас Санделс  | 1.500 м          | 3:36,889                                    | 3:42,67                                     | 11 у гр. 2                                  | Није се пласирао                            | Није се пласирао                            | Није се пласирао                            | 32. /42 (43)       |        |
| Јуси Утриајнен  | маратон          | 2:16:35                                     |                                             |                                             |                                             |                                             | 2:26:25                                     | 69./85 (105)       |        |
| Јука Каскисало  | 3.000 м препреке | 8:10,67 НР                                  | 8:29,13                                     | 4 у гр. 2 КВ                                |                                             |                                             | Није засвршио трку                          | Није засвршио трку |        |
| Јарко Кинунен   | 50 км ходање     | 3:48:35                                     |                                             |                                             |                                             |                                             | 3:46:25 ЛР                                  | 15./51 (53)        |        |
| Анти Кемпас     | 50 км ходање     | 3:55:19                                     | 4:01:50                                     | 41./51 (53)                                 |                                             |                                             |                                             |                    |        |
| Оску Торо       | скок увис        | 2,28                                        | 2,21                                        | =9. у гр. А                                 |                                             |                                             | Није се пласирао                            | = 16. / 30 (33)    |        |
| Јере Бергијус   | скок мотком      | Без пласмана, није прескочио почетну висину | Без пласмана, није прескочио почетну висину | Без пласмана, није прескочио почетну висину | Без пласмана, није прескочио почетну висину | Без пласмана, није прескочио почетну висину | Без пласмана, није прескочио почетну висину |                    |        |
| Давид Седеберг  | бацање кладива   | 78,83                                       | 71,76                                       | 13. у гр. Б                                 |                                             |                                             | Није се пласирао                            | 26. / 38 (41)      |        |
| Анти Русканен   | бацање копља     | 87,79                                       | 81,99                                       | =7. у гр. Б кв                              |                                             |                                             | 84,12                                       |                    |        |
| Теро Питкемеки  | бацање копља     | 91,53                                       | 83,01                                       | 2. у гр. Б КВ                               | 82,80                                       | 5./42 (44)                                  |                                             |                    |        |
| Ари Манио       | бацање копља     | 85,70                                       | 81,99                                       | =7. у гр. Б кв                              | 78,60                                       | 11./42 (44)                                 |                                             |                    |        |

#### Жене
| Атлетичарка     | Дисциплина       | Лични рекорд | Група                                            | Група                                            | Полуфинале                                       | Полуфинале                                       | Финале                                           | Финале                                           | Детаљи |
| Атлетичарка     | Дисциплина       | Лични рекорд | Резултат                                         | Место                                            | Резултат                                         | Место                                            | Резултат                                         | Место                                            | Детаљи |
| --------------- | ---------------- | ------------ | ------------------------------------------------ | ------------------------------------------------ | ------------------------------------------------ | ------------------------------------------------ | ------------------------------------------------ | ------------------------------------------------ | ------ |
| Сандра Ериксон  | 3.000 м препреке | 9:43,38      | 9:50,71                                          | 8. у гр. 3                                       |                                                  |                                                  | Није се пласирала                                | 32. / 44                                         |        |
| Ане Халкиваха   | 20 км ходање     | 1:37:05      |                                                  |                                                  |                                                  |                                                  | 1:38:49                                          | 54./55 (61)                                      |        |
| Лена Пуотиниеми | маратон          | 2:35:54      | 2:42:01                                          | 87./107 (118)                                    |                                                  |                                                  |                                                  |                                                  |        |
| Мина Никанен    | скок мотком      | 4,46 НР      | 4,25                                             | =15. у гр А                                      |                                                  |                                                  | Није се пласирала                                | =26./34 (39)                                     |        |
| Сани Утриаинен  | Бацање копља     | 59,31        | Без пласмана, није имала ниједно исправно бацање | Без пласмана, није имала ниједно исправно бацање | Без пласмана, није имала ниједно исправно бацање | Без пласмана, није имала ниједно исправно бацање | Без пласмана, није имала ниједно исправно бацање | Без пласмана, није имала ниједно исправно бацање |        |

### Бадминтон
Мушкарци
| Такмичар  | Дисциплина       | Групни део                                  | Групни део   | Групни део | Осмина финала    | Четвртфин.       | Полуфин.         | Финале           | Финале           | Детаљи |
| Такмичар  | Дисциплина       | Против. Рез.                                | Против. Рез. | Пласман    | Против. Рез.     | Против. Рез.     | Против. Рез.     | Против. Рез.     | Пласман          | Детаљи |
| --------- | ---------------- | ------------------------------------------- | ------------ | ---------- | ---------------- | ---------------- | ---------------- | ---------------- | ---------------- | ------ |
| Виле Лонг | муш. појединачно | Ли Чонг Веј (MAS) · Пор. 8:21, 21:14, 11:21 | -            | 2 у гр. А  | Није се пласирао | Није се пласирао | Није се пласирао | Није се пласирао | Није се пласирао |        |

Група А
| Играч                | ИГ | Д | И | ОС | ИС | ОП | ИП | ПР  | Б |
| -------------------- | -- | - | - | -- | -- | -- | -- | --- | - |
| Ли Чонг Веј Малезија | 1  | 1 | 0 | 2  | 1  | 56 | 40 | +16 | 1 |
| Lile Long Финска     | 1  | 0 | 1 | 1  | 2  | 40 | 56 | -16 | 0 |

Жене
| Такмичарка    | Дисциплина       | Групни део                       | Групни део                            | Групни део | Осмина финала     | Четвртфин.        | Полуфин.          | Финале            | Финале            | Детаљи |
| Такмичарка    | Дисциплина       | Против. Рез.                     | Против. Рез.                          | Пласман    | Против. Рез.      | Против. Рез.      | Против. Рез.      | Против. Рез.      | Пласман           | Детаљи |
| ------------- | ---------------- | -------------------------------- | ------------------------------------- | ---------- | ----------------- | ----------------- | ----------------- | ----------------- | ----------------- | ------ |
| Ану Нијеминен | жене појединачно | Монтеро (MEX) · Поб 21:12, 21:18 | Тај Цу-јинг (TPE) · Пор. 11:21, 14:21 | 2          | Није се пласирала | Није се пласирала | Није се пласирала | Није се пласирала | Није се пласирала |        |

Група К
| Играч                      | ИГ | Д | И | ОС | ИС | ОП | ИП | ПР  | Б |
| -------------------------- | -- | - | - | -- | -- | -- | -- | --- | - |
| Тај Цу-јинг Кинески Тајпеј | 2  | 2 | 0 | 4  | 0  | 84 | 41 | +43 | 2 |
| Ану Нијеминен Финска       | 2  | 1 | 1 | 2  | 2  | 67 | 72 | -5  | 1 |
| Викторија Монтеро Мексико  | 2  | 0 | 2 | 0  | 4  | 46 | 84 | -38 | 0 |

### Бициклизам
Мушкарци
| Бициклиста    | Дисциплина   | Време   | Пласман        | Детаљи |
| ------------- | ------------ | ------- | -------------- | ------ |
| Јуси Вејканен | Друмска трка | 5:46:37 | 65. /110 (144) |        |

Жене
| Такмичарка    | Дисциплина   | Време    | Пласман     | Детаљи |
| ------------- | ------------ | -------- | ----------- | ------ |
| Пија Сундстет | Друмска трка | 3:35:56  | 20 /40 (66) |        |
| Пија Сундстет | хронометар   | 40:01,69 | 11 / 26     |        |

### Гимнастика
Жене
| Гимнастичарка | Дисциплина | Квалификације | Квалификације | Квалификације | Квалификације | Квалификације | Квалификације | Финале            | Финале            | Финале            | Финале            | Финале            | Финале     | Детаљи |
| Гимнастичарка | Дисциплина | Појединачно   | Појединачно   | Појединачно   | Појединачно   | Укупно        | Пласман       | Појединачно       | Појединачно       | Појединачно       | Појединачно       | Укупно            | Пласман    | Детаљи |
| Гимнастичарка | Дисциплина | ПА            | Пр            | Др            | Гр            | Укупно        | Пласман       | ПА                | Пр                | Др                | Гр                | Укупно            | Пласман    |        |
| ------------- | ---------- | ------------- | ------------- | ------------- | ------------- | ------------- | ------------- | ----------------- | ----------------- | ----------------- | ----------------- | ----------------- | ---------- | ------ |
| Аника Урвико  | вишебој    | 13.200        | 12.416        | 10.933        | 12.266        | 48.815        | 55            | Није се пласирала | Није се пласирала | Није се пласирала | Није се пласирала | Није се пласирала | 55/60 (82) |        |

### Дизање тегова
Мушкарци
| Атлетичари      | Дисциплина | Трзај    | Трзај   | Избачај  | Избачај | Укупно | Пласман      | Детаљи |
| Атлетичари      | Дисциплина | Резултат | Пласман | Резултат | Пласман | Укупно | Пласман      | Детаљи |
| --------------- | ---------- | -------- | ------- | -------- | ------- | ------ | ------------ | ------ |
| Мика Анти-Ројко | -94 кг     | 140      | =17     | 180      | =17     | 320    | 19 / 20 (21) |        |

### Једрење
Финска се квалификовала са једним представникмо у следећим класама

#### Мушкарци
| Једриличар                     | Дисциплина | Трка | Трка | Трка | Трка | Трка | Трка | Трка | Трка | Трка | Трка | Трка | Укупно Бод | Пласман | Детаљи |
| Једриличар                     | Дисциплина | 1    | 2    | 3    | 4    | 5    | 6    | 7    | 8    | 9    | 10   | М    | Укупно Бод | Пласман | Детаљи |
| ------------------------------ | ---------- | ---- | ---- | ---- | ---- | ---- | ---- | ---- | ---- | ---- | ---- | ---- | ---------- | ------- | ------ |
| Матијас Линдфорс               | Ласер      | 25   | 28   | 23   | 30   | 36   | 22   | 20   | 42   | 39   | 40   | ЕЛ   | 263        | 33      |        |
| Тапио Нирко                    | Фин        | 11   | 13   | 8    | 5    | 3    | 12   | 4    | 5    | 15   | 17   | 16   | 92         | 10      |        |
| Јонас Линдгрен Никлас Линдгрен | 470        | 22   | 19   | 22   | 17   | 12   | 15   | 26   | 21   | 21   | 18   | ЕЛ   | 167        | 21      |        |

#### Жене
| Једриличарка | Дисциплина       | Трка | Трка | Трка | Трка | Трка | Трка | Трка | Трка | Трка | Трка | Трка | Укупно Бод | Пласман | Детаљи |
| Једриличарка | Дисциплина       | 1    | 2    | 3    | 4    | 5    | 6    | 7    | 8    | 9    | 10   | М    | Укупно Бод | Пласман | Детаљи |
| ------------ | ---------------- | ---- | ---- | ---- | ---- | ---- | ---- | ---- | ---- | ---- | ---- | ---- | ---------- | ------- | ------ |
| Тули Петеје  | једрење на дасци | 8    | 7    | 3    | 4    | 4    | 4    | 8    | 2    | 5    | 1    | 4    | 46         |         |        |
| Сари Мултала | Ласеер радијал   | 4    | 6    | 15   | 4    | 19   | 21   | 3    | 2    | 16   | 5    | 20   | 94         | 7       |        |

Меч трка
| Такмичарке                                | Дисциплина | Разигравање | Разигравање | Разигравање | Разигравање | Разигравање | Разигравање | Разигравање | Разигравање | Разигравање | Разигравање | Разигравање | Место | Финалне борбе    | Финалне борбе   | Финалне борбе    | Место | Детаљи |
| Такмичарке                                | Дисциплина | АУС         | ПОР         | ШВЕ         | ХОЛ         | САД         | УК          | ШПА         | ДАН         | РУС         | НЗЛ         | ФРА         | Место | четвртфин.       | полуфин.        | Финале           | Место | Детаљи |
| ----------------------------------------- | ---------- | ----------- | ----------- | ----------- | ----------- | ----------- | ----------- | ----------- | ----------- | ----------- | ----------- | ----------- | ----- | ---------------- | --------------- | ---------------- | ----- | ------ |
| Силја Канерва Силја Лехтинен Микаела Вулф | Елиот 6 м  | Пораз       | Победа      | Победа      | Пораз       | Пораз       | Пораз       | Победа      | Победа      | Пораз       | Победа      | Победа      | 5 'КВ | САД Победа (3:1) | АУС Пораз (1:2) | РУС Победа (3:1) |       |        |

Отворено
| Једриличари              | Дисциплина | Трка | Трка | Трка | Трка | Трка | Трка | Трка | Трка | Трка | Трка | Трка | Трка | Трка | Трка | Трка | М  | Ук. бод. | Пласман | Детаљи |
| Једриличари              | Дисциплина | 1    | 2    | 3    | 4    | 5    | 6    | 7    | 8    | 9    | 10   | 11   | 12   | 13   | 14   | 15   | М  | Ук. бод. | Пласман | Детаљи |
| ------------------------ | ---------- | ---- | ---- | ---- | ---- | ---- | ---- | ---- | ---- | ---- | ---- | ---- | ---- | ---- | ---- | ---- | -- | -------- | ------- | ------ |
| Кале Баск Лаури Лехтинен | класа 49   | 19   | 18   | 4    | 11   | 6    | 8    | 2    | 2    | 1    | 11   | 3    | 11   | 19   | 11   | 2    | 20 | 129      | 7       |        |

М = Трка за медаље; ЕЛ = елиминисан - није се пласирао за трку за медаље;

### Кајак и кану
Кајак и кану на мирним водама
Жене
| Кајакашица   | Дисциплина | Група    | Група        | Полуфинале | Полуфинале  | Финале   | Финале | Детаљи |
| Кајакашица   | Дисциплина | Време    | Место        | Време      | Место       | Време    | Место  | Детаљи |
| ------------ | ---------- | -------- | ------------ | ---------- | ----------- | -------- | ------ | ------ |
| Јени Миконен | K-1 200 м  | 42,656   | 3 у гр. 4 КВ | 41,859     | 4 и пф 1 БФ | 44,643   | 9 /29  |        |
| Ане Рикала   | K-2 500 м  | 1:52,641 | 1 у гр 1 КВ  | 1:51,852   | 3 у пф 1 АФ | 1:54,333 | 8 / 25 |        |

### Коњички спорт
Дресура
| Такмичар     | Коњ         | Дисциплина  | ГП     | ГП    | ГПС    | ГПС   | ГПСл              | ГПСл              | Финале            | Финале  | Детаљи |
| Такмичар     | Коњ         | Дисциплина  | Рез.   | Место | Рез    | Место | Технички          | Уметнички         | Рез               | Пласман | Детаљи |
| ------------ | ----------- | ----------- | ------ | ----- | ------ | ----- | ----------------- | ----------------- | ----------------- | ------- | ------ |
| Ема Канерва  | Сини спирит | Појединачно | 70,395 | 29 КВ | 71,889 | 22    | Није се пласирала | Није се пласирала | Није се пласирала | 22 / 50 |        |
| Микаела Линд |             | Појединачно | 70,729 | 26 КВ | 69,016 | 30    | Није се пласирала | Није се пласирала | Није се пласирала | 30 /50  |        |

### Пливање
Мушкарци
| Пливач             | Дисциплина       | Група    | Група      | Полуфинале           | Полуфинале           | Финале               | Финале      | Детаљи |
| Пливач             | Дисциплина       | Време    | Пласман    | Време                | Пласман              | Време                | Пласман     | Детаљи |
| ------------------ | ---------------- | -------- | ---------- | -------------------- | -------------------- | -------------------- | ----------- | ------ |
| Ари-Пека Лијуконен | 50 м слободно    | 22,57    | 7. у гр. 8 | Није се квалификовао | Није се квалификовао | Није се квалификовао | 25/58       |        |
| Матијас Коски      | 200 м слободно   | 1:49,84  | 1. у гр 2  | Није се квалификовао | Није се квалификовао | Није се квалификовао | 31 /40 (41) |        |
| Матијас Коски      | 400 м слободно   | 1:49,84  | 7. у гр 3  |                      |                      | Није се квалификовао | 22 /28      |        |
| Матијас Коски      | 1.500 м слободно | 15:34,80 | 8. у гр 2  |                      |                      | Није се квалификовао | 27 /31      |        |
| Мати Матсон        | 200 м прсно      | 2:11,81  | 5. у гр. 3 | Није се квалификовао | Није се квалификовао | Није се квалификовао | 17/33 (34)  |        |

Жене
| Пливач             | Дисциплина     | Група   | Група      | Полуфинале            | Полуфинале            | Финале                | Финале       | Детаљи         |
| Пливач             | Дисциплина     | Време   | Пласман    | Време                 | Пласман               | Време                 | Пласман      | Детаљи         |
| ------------------ | -------------- | ------- | ---------- | --------------------- | --------------------- | --------------------- | ------------ | -------------- |
| Хана Марија Сепала | 50 м слободно  | 25,55   | 2. у гр 6  | Није се квалификовала | Није се квалификовала | Није се квалификовала | =26 /73 (74) |                |
| Хана Марија Сепала | 100 м слободно | 54,93   | 7. у гр 6  |                       |                       | Није се квалификовала | 18 /48 (50)  |                |
| Хана Марија Сепала | 200 м слободно | 2:04,21 | 7. у гр 2  |                       |                       | Није се квалификовала | 32 /35 (37)  |                |
| Јена Лауканен      | 100 м прсно    | 1:09,92 | 4. у гр. 2 |                       |                       | Није се квалификовала | 34 /46       | ,              |
| Јена Лауканен      | 200 м прсно    | 2:31,23 | 6. у гр. 2 |                       |                       | Није се квалификовала | 32 /34       | ,              |
| Емилија Пикарајнен | 100 м делфин   | 59,55   | 4. у гр. 2 | Није се квалификовала | Није се квалификовала | Није се квалификовала | 29/42        | [ мртва веза ] |
| Емилија Пикарајнен | 200 м делфин   | 2:13,81 | 8. у гр. 2 | Није се квалификовала | Није се квалификовала | Није се квалификовала | 27/28        |                |
| Емилија Пикарајнен | 200 м мешовито | 2:17,66 | 3. у гр. 1 | Није се квалификовала | Није се квалификовала | Није се квалификовала | 33/34        |                |
| Нора Лауканен      | 400 м мешовито | 4:45,80 | 3. у гр. 1 |                       |                       | Није се квалификовала | 34 /35 (36)  | ,              |

### Рвање
Легенда:
- Т - победа/пораз тушем
- ТП - победа/пораз на техничке поене
- БТП - победа/пораз без техничких поена

Грчко-римски стил за мушкарце
| Рвач        | Категорија | Квалификације      | 1. коло                               | Четвртфинале       | Полуфинале         | Репасаж 1          | Репасаж 2          | Финале             | Финале           | Детаљи   |  |
| Рвач        | Категорија | Противник Резултат | Противник Резултат                    | Противник Резултат | Противник Резултат | Противник Резултат | Противник Резултат | Противник Резултат | Плас.            | Детаљи   |  |
| ----------- | ---------- | ------------------ | ------------------------------------- | ------------------ | ------------------ | ------------------ | ------------------ | ------------------ | ---------------- | -------- |  |
| Ардо Арусар | - до 60 кг | Слободан           | Т Балмадани · Француска · Пор 0:3 БТП | Није се пласирао   | Није се пласирао   | Није се пласирао   | Није се пласирао   | Није се пласирао   | Није се пласирао | 16. / 19 |  |
| Хејки Наби  | - до 84 кг | Слободан           | M. Noumonvi · Француска · Пор 0:3 БТП | Није се пласирао   | Није се пласирао   | Није се пласирао   | Није се пласирао   | Није се пласирао   | Није се пласирао | 16. / 20 |  |

### Стрељаштво
Мушкарци
| Стрелац    | Дисциплина           | Квалификације           | Квалификације | Финале           | Финале           | Пласман | Детаљи |
| Стрелац    | Дисциплина           | Резултат                | Пласман       | Резултат         | Укупно           | Пласман | Детаљи |
| ---------- | -------------------- | ----------------------- | ------------- | ---------------- | ---------------- | ------- | ------ |
| Кај Јансон | 50 м пиштољ          | 552 (91+91+93+90+92+95) | 26            | Није се пласирао | Није се пласирао | 26 / 38 |        |
| Кај Јансон | 10 м ваздушни пиштољ | 556                     | 7 КВ          | 96,1             | 679,1            | 8 / 44  |        |

Жене
| Стрелац            | Дисциплина           | Квалификације        | Квалификације | Финале            | Финале            | Пласман      | Детаљи |
| Стрелац            | Дисциплина           | Резултат             | Пласман       | Резултат          | Укупно            | Пласман      | Детаљи |
| ------------------ | -------------------- | -------------------- | ------------- | ----------------- | ----------------- | ------------ | ------ |
| Сату Мекеле-Нумела | трап                 | 70 (22+24+24) (11 Р) | 7             | Није се пласирала | Није се пласирала | 7 / 22       |        |
| Мира Сухонен       | Ваздушни пиштољ 10 м | 377 (95+99+94+89)    | 32            | Није се пласирала | Није се пласирала | 32 / 49      |        |
| Марјо Или-Кика     | МК пушка тростав     | 578 (197+187+194)    | 23            | Није се пласирала | Није се пласирала | 23 / 46 (47) |        |
| Марјо Или-Кика     | ваздушна пушка 10 м  | 365 (97+99+100+99)   | 16            | Није се пласирала | Није се пласирала | 16 / 56      |        |

### Теквондо
Жене
| Такмичарка   | Дисциплина | Група 16                     | Четвртфинале            | Полуфинале          | Репесаж за полуфинале  | Меч за бронзу               | Финале            | Место  | Детаљи |
| Такмичарка   | Дисциплина | Противница Резултат          | Противница Резултат     | Противница Резултат | Противница Резултат    | Противница Резултат         | Прот. Рез.        | Место  | Детаљи |
| ------------ | ---------- | ---------------------------- | ----------------------- | ------------------- | ---------------------- | --------------------------- | ----------------- | ------ | ------ |
| Суви Миконен | до 57 кг   | B. Diedhiou (SEN) · Поб. 9-6 | Y. Hou (CHN) · Пор. 2-7 | Није се пласирала   | Лопез (USA) · Поб. 9–4 | Tseng L-C (TPE) · Пор. 2–14 | Није се пласирала | =5 /16 |        |

### Тенис
Мушкарци
| Тенисер         | Дисциплина  | 1. коло                        | 2. коло                       | 3. коло              | Четвртфинале         | Полуфинале           | Финале               | Финале               | Детаљи |
| Тенисер         | Дисциплина  | Противник Резултат             | Противник Резултат            | Противник Резултат   | Противник Резултат   | Противник Резултат   | Противник Резултат   | Пласман              | Детаљи |
| --------------- | ----------- | ------------------------------ | ----------------------------- | -------------------- | -------------------- | -------------------- | -------------------- | -------------------- | ------ |
| Јарко Нијеминен | Појединачно | Деварман (IND) · Поб. 6:3, 6:1 | Е. Мари (GBR) · Пор. 2:6, 4:6 | Није се квалификовао | Није се квалификовао | Није се квалификовао | Није се квалификовао | Није се квалификовао |        |

### Џудо
| Мушкарци        |         |          |                                   |                                        |                   |                   |                   |                   |                   |                   |                   |  |
| Валтери Јокинен | − 60 кг | слободан | Moudatir · Мароко · Поб 100–000   | Choi G-H · Јужна Кореја · Пор 000–010  | Није се пласирао  | Није се пласирао  | Није се пласирао  | Није се пласирао  | Није се пласирао  | Није се пласирао  | Није се пласирао  |  |
| Жене            |         |          |                                   |                                        |                   |                   |                   |                   |                   |                   |                   |  |
| Јана Сундберг   | − 52 кг |          | Кељменди · Албанија · Пор 001–110 | Није се пласирала                      | Није се пласирала | Није се пласирала | Није се пласирала | Није се пласирала | Није се пласирала | Није се пласирала | Није се пласирала |  |
| Јохана Илинен   | − 63 кг |          | слободна                          | Tsedevsuren · Монголија · Пор. 000-100 | Није се пласирала | Није се пласирала | Није се пласирала | Није се пласирала | Није се пласирала | Није се пласирала | Није се пласирала |  |